# Anastasia Belyakova
Anastasia Belyakova (1 de maio de 1993) é uma pugilista russa, medalhista olímpica. 

## Carreira
Anastasia Belyakova competiu na Rio 2016, na qual conquistou a medalha de bronze no peso ligeiro.